# Привокзальная площадь (Зеленоград)
Привокза́льная пло́щадь — площадь в районе Крюково Зеленоградского административного округа Москвы.
Вместе с железнодорожной станции Крюково, Крюковской площадью, Крюковской эстакадой образует Крюковский транспортно-пересадочный узел.

## Происхождение названия
Историческое название по железнодорожной станции Крюково — на площади традиционно располагается основное здание станции («вокзал»). На площадь выходит левый выход с платформ станции при движении из Москвы — на юго-запад, в Новый город.

## История
Исторические здания станции («вокзал») были разрушены в 1941 году во время Боёв за Крюково.

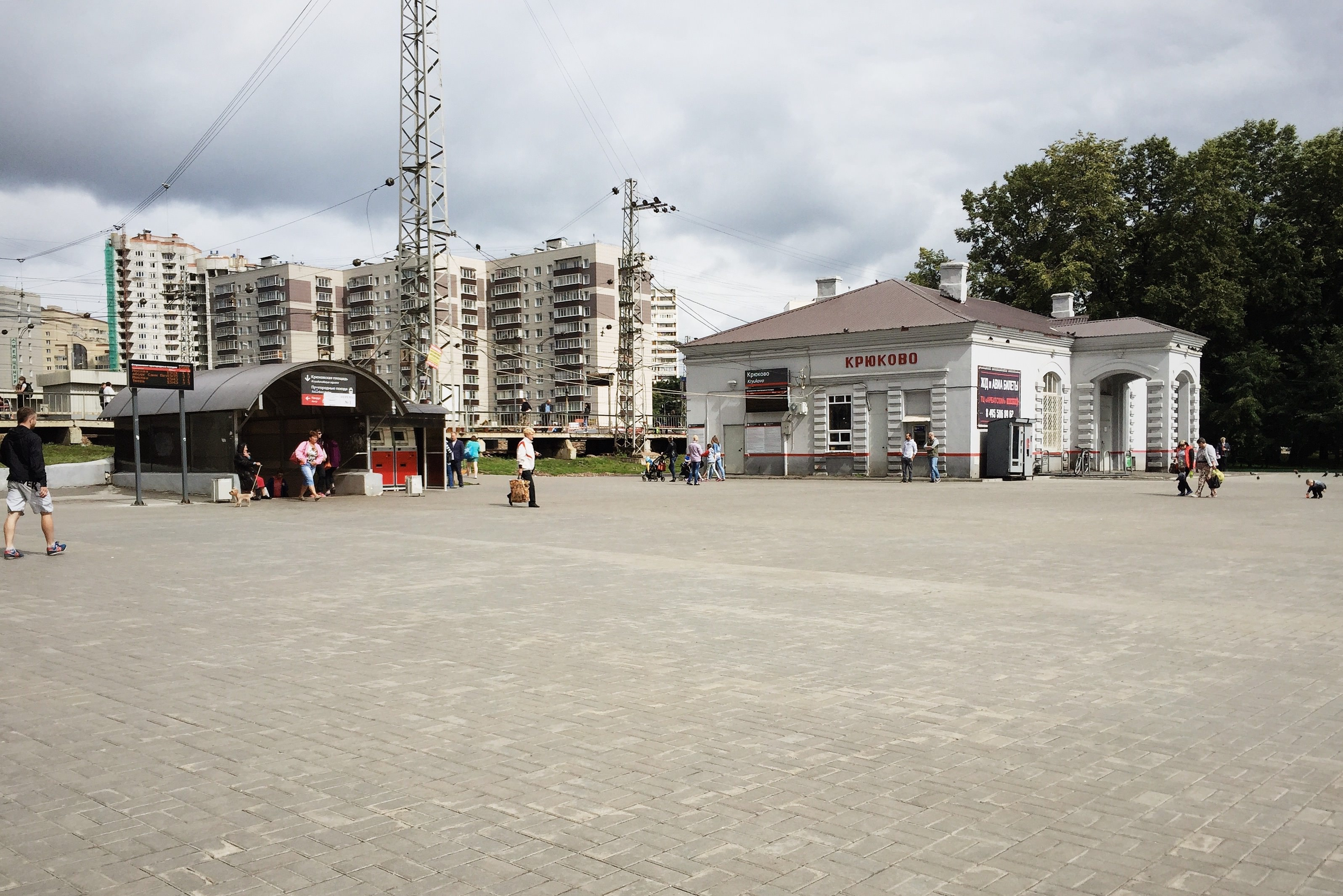
Старый вокзал станции (1951 года) в 2015 году

В 1951 году в рамках послевоенного восстановления было построено новое здание вокзала станции по типовому проекту архитектора Игоря Георгиевича Явейна.